# Mahesh Manjrekar
Mahesh Manjrekar, né le 13 mai 1953 à Bombay, est un acteur, réalisateur et producteur indien. Il est connu pour avoir tenu le rôle de Javed dans Slumdog Millionaire en 2008.
Depuis 2018 il anime la version Marathi de l'émission de télé réalité Bigg Boss. 

## Filmographie
- Vaastav: The Reality (en) (1999)
- Kaante (2003) - Raj "Balli" Yadav
- Pran Jaye Par Shaan Na Jaye (en) (2003) Munna Bhai Hatela
- Plan (2004) - Sultan
- Run (2004) - Ganpat Chowdhury
- Musafir (en) (2004) Lukka
- It Was Raining That Night (en) (2005)
- Zinda (2006) - Joy Fernandes
- Jawani Diwani: A Youthful Joyride (en) (2006) - Chappu Bhai
- Dus Kahaniyaan (en) (2007)
- Padmashree Laloo Prasad Yadav (en) (2007) Adcovate Prasad Pritam Pradyuma
- Meerabai Not Out (en) (2008) Manoj Anant Achrekar
- Slumdog Millionaire (2008) - Don Javed
- Me Shivajiraje Bhosale Boltoy (en) (2009) (Marathi film)
- Wanted (2009) - Talpadey
- 99 (en) (2009) AGM (Aatmaram Gyanshekhar Machve)
- Fruit and Nut (en) (2009) - Khandar Zala
- Teen Patti (2009)
- Dabangg (2010) - Haria (Rajo's father)
- Don Seenu (en) (2010) - Navin Duggal
- Ready (2011) - Ram Kapoor
- Fakt Ladh Mhana (en) (2011) (Marathi film)
- Bodyguard (2011) - Ranjan Mhatre
- Tukka Fit (2012)
- 2021 : Le Tigre blanc (The White Tiger)